# جنگل‌های کاج و بلوط غربی سیرا مادره
جنگل‌های کاج و بلوط غربی سیرا مادره (به اسپانیایی: Sierra Madre Occidental pine–oak forests) یک جنگل و منطقهٔ مسکونی در مکزیک است که در آریزونا واقع شده‌است.